# Lepidostoma kasachstanicum
Lepidostoma kasachstanicum is een schietmot uit de familie Lepidostomatidae. De soort komt voor in het Palearctisch gebied.